# Землетрясение в Каракасе (1812)

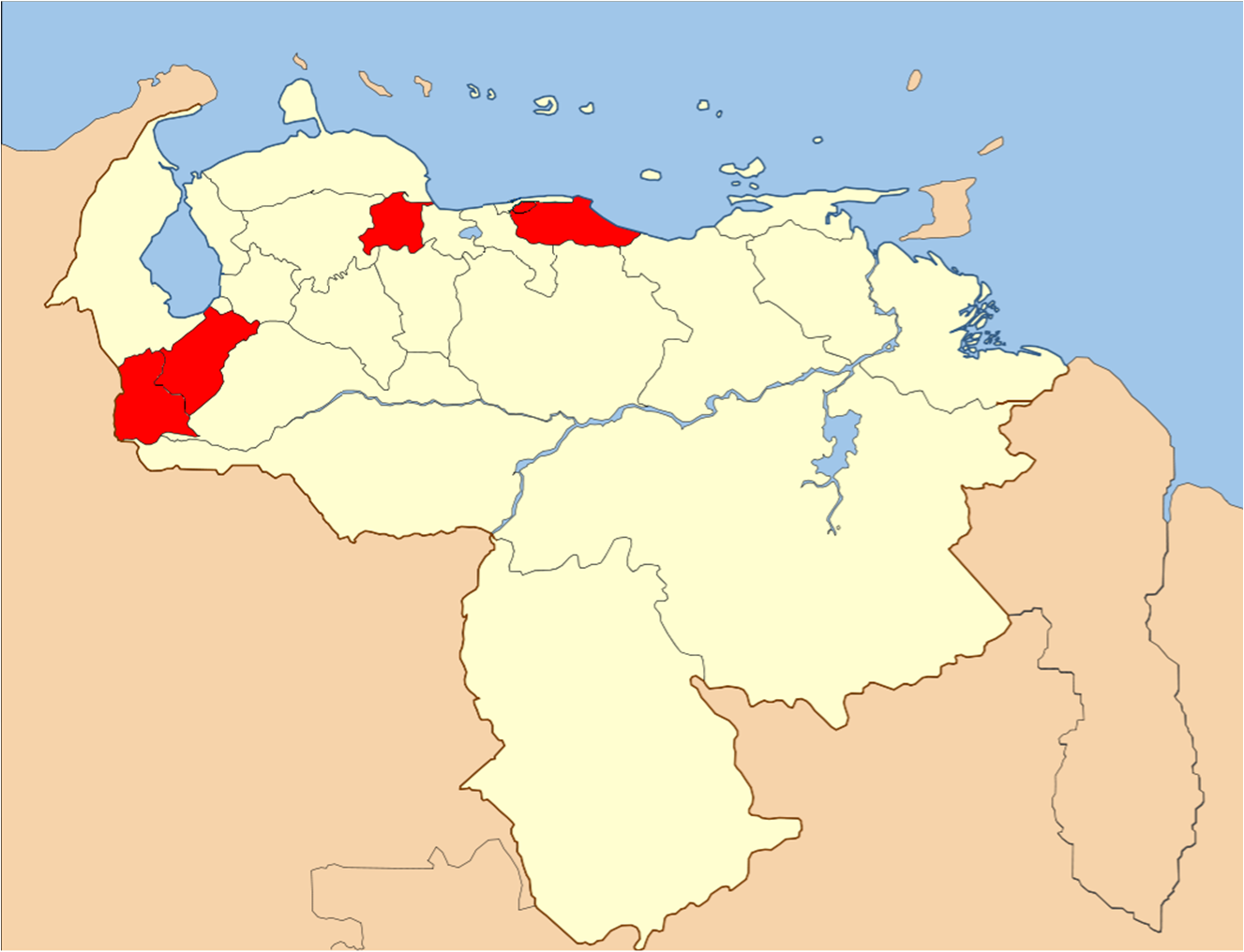
Красным цветом показаны наиболее пострадавшие от землетрясения районы.

Землетрясение в Каракасе 1812 года — мощное землетрясение, произошедшее в четверг, 26 марта 1812 года, в испанской Венесуэле. Магнитуда землетрясения по шкале Рихтера оценивается в 7,7-8,0. В результате землетрясения погибли от 10 до 20 тысяч человек. От землетрясения пострадали следующие города Венесуэлы: Каракас, Баркисимето, Мерида, Ла-Гуайра и Сан-Фелипе. Особенно сильно пострадал Каракас. На основании свидетельств очевидцев было предположено, что землетрясение состояло из двух толчков, случившихся в пределах 30 минут.
Первая иностранная помощь в Венесуэлу после землетрясения поступила от США.